# Prosobonia
A Prosobonia a madarak osztályának lilealakúak (Charadriiformes) rendjébe és a szalonkafélék (Scolopacidae) családjába tartozó nem.

## Rendszerezés
A nembe az alábbi 2 kihalt faj tartozik:
- Tuamotu-szigeteki koralljáró (Prosobonia parvirostris)
- fehérszárnyú cankó (Prosobonia leucoptera) - kihalt
- Moorea-szigeti koralljáró (Prosobonia ellisi) - kihalt
- Karácsony-szigeti koralljáró (Prosobonia cancellata) - kihalt
- Henderson-szigeti koralljáró (Prosobonia sauli) - kihalt